# The Daily Wire
The Daily Wire je americký konzervativní zpravodajský web, který byl založen v roce 2015 politickým komentátorem a moderátorem Benem Shapirem spolu s filmovým režisérem Jeremy Boreingem.
Vedle zpravodajství se věnuje rovněž podcastům jako třeba The Ben Shapiro Show nebo od roku 2022 filmové tvorbě prostřednictvím svého studia DailyWire+.
Od roku 2020 sídlí v Nashvillu ve státě Tennessee.

## Historie
The Daily Wire byl založen Benem Shapirem a Jeremy Boreingem, kteří původně oba pracovali pro společnost TruthRevolt, zpravodajský web jenž byl původně financován Davidem Horowitzem Freem Center. Poté, co v roce 2015 společně sehnali několik milionů dolarů, tak založili The Daily Wire. Sídlo společnosti bylo původně v Los Angeles v americkém státě Kalifornie. V září 2020 oznámil Shapiro přesunutí centrály do města Nashville ve státě Tennessee.

## Významné osobnosti
- Ben Shapiro
- Michael Knowles
- Matt Walsh
- Andrew Klavan
- Brett Cooper
- Jordan Peterson
- Candace Owensová (2021-2024)

## Dokumentární tvorba
The Daily Wire vytvořil rovněž několik filmů, nejznámějším z nich se stal dokument What Is a Woman?, který byl publikován 1. června 2022. Věnuje se tématům jako je gender a transgender.